# Reprezentacja Balearów w piłce nożnej mężczyzn
Reprezentacja Balearów w piłce nożnej - amatorski zespół reprezentujący Baleary. Nie należy ani do FIFA, ani do UEFA, dlatego też nie rozgrywa oficjalnych meczów piłkarskich, a jedynie nieoficjalne mecze towarzyskie.